# 1,3,4,6,7,8-hexahydro-4,6,6,7,8,8-hexamethylcyclopenta-γ-2-benzopyraan
1,3,4,6,7,8-hexahydro-4,6,6,7,8,8-hexamethylcyclopenta-γ-2-benzopyraan (HHCB) is een synthetische geurstof die behoort tot de groep van polycyclische muskusgeurstoffen. Het is de belangrijkste vertegenwoordiger van die groep. Het is ook bekend onder de merknaam Galaxolide van International Flavors & Fragrances. De stof wordt op industriële schaal geproduceerd (meer dan 1.000 ton per jaar).
In onverdunde toestand is het een zeer viskeuze vloeistof en moeilijk hanteerbaar. Het wordt verdund met een geur-neutraal oplosmiddel, bijvoorbeeld di-ethylftalaat (DEP), benzylbenzoaat (BB) of isopropylmyristaat (IPM).

## Toepassingen
De verdunde vloeistof wordt gebruikt als ingrediënt van parfumoliën, mengsels van verschillende geurstoffen volgens bedrijfseigen recepten. Parfumoliën worden aan veel consumentenproducten toegevoegd: parfum, zeep, shampoo, detergenten, wasverzachter, deodorant, luchtverfrisser enz. De concentratie in de eindproducten gaat tot enkele honderden ppm.

## Toxicologie en veiligheid
HHCB is geen acuut toxische of irriterende stof, en in de concentraties waarin het wordt gebruikt is het veilig voor de mens. Het is wel een stof die moeilijk biologisch afbreekbaar is in waterzuiveringsinstallaties en die van daaruit in het oppervlaktewater terecht kan komen. Het is ook een lipofiele stof met een hoge octanol-water partitiecoëfficiënt en heeft dus een potentieel voor bioaccumulatie. Polycyclische muskusgeurstoffen worden daarom sedert 1995 gaandeweg vervangen door andere geurstoffen en een aantal Europese producenten van cosmetica en huishoudproducten gebruikt ze niet meer.